# Mignon (Alabama)
Mignon é uma Região censo-designada localizada no estado americano de Alabama, no Condado de Talladega.

## Demografia
Segundo o censo americano de 2000, a sua população era de 1348 habitantes.

## Geografia
De acordo com o United States Census Bureau, a localidade tem uma área de 7,4 km², dos quais 7,3 km² cobertos por terra e 0,1 km² cobertos por água.

## Localidades na vizinhança
O diagrama seguinte representa as localidades num raio de 24 km ao redor de Mignon.